# Nationaal Theater (Accra)

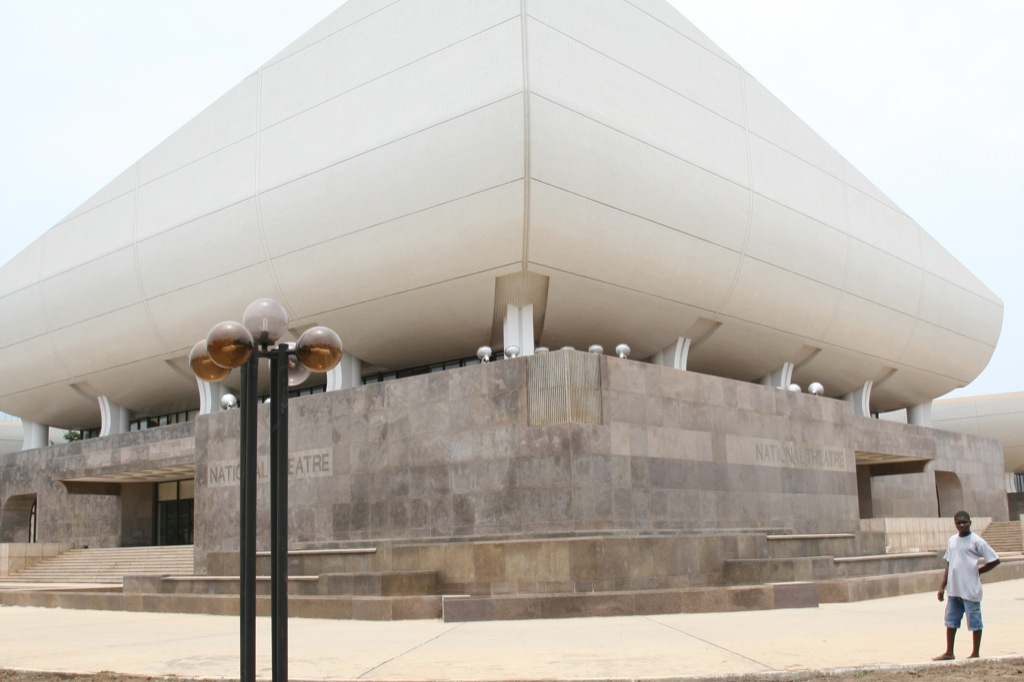
Nationaal Theater in Ghana.

Het nationaal theater van Accra (officiële naam: National Theatre) werd in 1992 geopend en ligt in het district Victoriaborg, in Ghana. Het theater werd aangeboden door China als een geschenk aan het land. Het theater heeft een oppervlakte van 11.896 vierkante meter en is gelegen nabij de kruising van de Independence Avenue en Liberia Road. Vanaf een afstand lijkt de structuur van het theater op een gigantisch schip of een meeuw die zijn vleugels spreidt. 